# Temporada 1992 de las Grandes Ligas de Béisbol
La Temporada 1992 de las Grandes Ligas de Béisbol vio un resurgimiento en el dominio del pitcheo. En promedio, uno de cada siete juegos lanzados en esa
temporada fue una blanqueada. En 2.106 partidos de la temporada regular de la MLB, se lanzaron 298 blanqueadas (de 272 en 2.104 partidos de temporada regular en 1991).
Dos equipos lanzaron por lo menos 20 blanqueadas cada uno. Atlanta Braves encabezó las Mayores con 24 y Pittsburgh Pirates terminó segundo con 20.
En la Liga Nacional, ningún equipo bateó más de 138 jonrones y ningún equipo anotó 700 carreras. San Francisco Giants
fueron cerrados 18 veces, el de mayor cantidad de las mayores.
El efecto fue similar en la Liga Americana. En 1991, dos equipos liga habían anotado al menos 800 carreras y tres habían recogido 1.500 hits.
En 1992, ningún equipo anotó 800 carreras y sólo uno alcanzó 1.500 hits.
California Angels fueron excluidos 15 veces, el mayor en la Liga Americana.
Toronto Blue Jays ganó la Serie Mundial, superando a los Braves y ganando el primer título de la Serie Mundial fuera de
los Estados Unidos, también estableciendo un récord en ser el equipo más rápido un campeonato para un equipo de expansión.

## Temporada Regular
Liga Americana
| División Este     | División Este | División Este | División Este | División Este | División Este | División Este |
| Equipo            | V             | D             | CTE           | JD            | LOCAL         | VISITA        |
| ----------------- | ------------- | ------------- | ------------- | ------------- | ------------- | ------------- |
| Toronto Blue Jays | 96            | 66            | 0.593         | —             | 53–28         | 43–38         |
| Milwaukee Brewers | 92            | 70            | 0.568         | 4             | 53–28         | 39–42         |
| Baltimore Orioles | 89            | 73            | 0.549         | 7             | 43–38         | 46–35         |
| Cleveland Indians | 76            | 86            | 0.469         | 20            | 41–40         | 35–46         |
| New York Yankees  | 76            | 86            | 0.469         | 20            | 41–40         | 35–46         |
| Detroit Tigers    | 75            | 87            | 0.463         | 21            | 38–42         | 37–45         |
| Boston Red Sox    | 73            | 89            | 0.451         | 23            | 44–37         | 29–52         |

| División Oeste     | División Oeste | División Oeste | División Oeste | División Oeste | División Oeste | División Oeste |
| Equipo             | V              | D              | CTE            | JD             | LOCAL          | VISITA         |
| ------------------ | -------------- | -------------- | -------------- | -------------- | -------------- | -------------- |
| Oakland Athletics  | 96             | 66             | 0.593          | —              | 51–30          | 45–36          |
| Minnesota Twins    | 90             | 72             | 0.556          | 6              | 48–33          | 42–39          |
| Chicago White Sox  | 86             | 76             | 0.531          | 10             | 50–32          | 36–44          |
| Texas Rangers      | 77             | 85             | 0.475          | 19             | 36–45          | 41–40          |
| California Angels  | 72             | 90             | 0.444          | 24             | 41–40          | 31–50          |
| Kansas City Royals | 72             | 90             | 0.444          | 24             | 44–37          | 28–53          |
| Seattle Mariners   | 64             | 98             | 0.395          | 32             | 38–43          | 26–55          |

Liga Nacional  
| División Este         | División Este | División Este | División Este | División Este | División Este | División Este |
| Equipo                | V             | D             | CTE           | JD            | LOCAL         | VISITA        |
| --------------------- | ------------- | ------------- | ------------- | ------------- | ------------- | ------------- |
| Pittsburgh Pirates    | 96            | 66            | 0.593         | —             | 53–28         | 43–38         |
| Montreal Expos        | 87            | 75            | 0.537         | 9             | 43–38         | 44–37         |
| St. Louis Cardinals   | 83            | 79            | 0.512         | 13            | 45–36         | 38–43         |
| Chicago Cubs          | 78            | 84            | 0.481         | 18            | 43–38         | 35–46         |
| New York Mets         | 72            | 90            | 0.444         | 24            | 41–40         | 31–50         |
| Philadelphia Phillies | 70            | 92            | 0.432         | 26            | 41–40         | 29–52         |

| División Oeste       | División Oeste | División Oeste | División Oeste | División Oeste | División Oeste | División Oeste |
| Equipo               | V              | D              | CTE            | JD             | LOCAL          | VISITA         |
| -------------------- | -------------- | -------------- | -------------- | -------------- | -------------- | -------------- |
| Atlanta Braves       | 98             | 64             | 0.605          | —              | 51–30          | 47–34          |
| Cincinnati Reds      | 90             | 72             | 0.556          | 8              | 53–28          | 37–44          |
| San Diego Padres     | 82             | 80             | 0.506          | 16             | 45–36          | 37–44          |
| Houston Astros       | 81             | 81             | 0.500          | 17             | 47–34          | 34–47          |
| San Francisco Giants | 72             | 90             | 0.444          | 26             | 42–39          | 30–51          |
| Los Angeles Dodgers  | 63             | 99             | 0.389          | 35             | 37–44          | 26–55          |

## Postemporada
|  | Campeonato de la Liga | Campeonato de la Liga | Campeonato de la Liga |   |    | Serie Mundial     | Serie Mundial | Serie Mundial |
|  |                       |                       |                       |   |    |                   |               |               |
|  | Este                  | Toronto Blue Jays     | 4                     |   |    |                   |               |               |
|  | Oeste                 | Oakland Athletics     | 2                     |   |    |                   |               |               |
|  |                       |                       |                       |   | AL | Toronto Blue Jays | 4             |               |
|  |                       | NL                    | Atlanta Braves        | 2 |    |                   |               |               |
|  | Este                  | Pittsburgh Pirates    | 3                     |   |    |                   |               |               |
|  | Oeste                 | Atlanta Braves        | 4                     |   |    |                   |               |               |

|                                         |
| Campeón Toronto Blue Jays Primer Título |

## Premios y honores
- MVP
  - Dennis Eckersley, Oakland Athletics (AL)
  - Barry Bonds, Pittsburgh Pirates (NL)
- Premio Cy Young
  - Dennis Eckersley, Oakland Athletics (AL)
  - Greg Maddux, Chicago Cubs (NL)
- Novato del año
  - Pat Listach, Milwaukee Brewers (AL)
  - Eric Karros, Los Angeles Dodgers (NL)
- Mánager del año
  - Tony La Russa, Oakland Athletics (AL)
  - Jim Leyland, Pittsburgh Pirates (NL)

## Líderes de la liga

### Liga Americana
Líderes de Bateo 
| Categoría           | Jugador        | Equipo | Marca |
| ------------------- | -------------- | ------ | ----- |
| Porcentaje de bateo | Edgar Martinez | SEA    | .343  |
| Cuadrangulares      | Juan González  | TEX    | 43    |
| Carreras Impulsadas | Cecil Fielder  | DET    | 124   |
| Carreras Anotadas   | Tony Phillips  | DET    | 114   |
| Hits                | Kirby Puckett  | MIN    | 210   |
| Robo de Bases       | Kenny Lofton   | CLE    | 66    |

Líderes de Pitcheo 
| Categoría         | Jugador                 | Equipo  | Marca |
| ----------------- | ----------------------- | ------- | ----- |
| Victorias         | Kevin Brown Jack Morris | TEX TOR | 21    |
| Derrotas          | Eric Hanson             | SEA     | 17    |
| ERA               | Roger Clemens           | BOS     | 2.41  |
| Ponches           | Randy Johnson           | SEA     | 241   |
| Entradas Lanzadas | Kevin Brown             | TEX     | 265.2 |
| Juegos salvados   | Dennis Eckersley        | OAK     | 51    |

### Liga Nacional
Líderes de Bateo 
| Categoría           | Jugador                        | Equipo  | Marca |
| ------------------- | ------------------------------ | ------- | ----- |
| Porcentaje de bateo | Gary Sheffield                 | SDP     | .330  |
| Cuadrangulares      | Fred McGriff                   | SDP     | 35    |
| Carreras Impulsadas | Darren Daulton                 | PHI     | 109   |
| Carreras Anotadas   | Barry Bonds                    | PIT     | 109   |
| Hits                | Andy Van Slyke Terry Pendleton | PIT ATL | 199   |
| Robo de Bases       | Marquis Grissom                | MON     | 78    |

Líderes de Pitcheo 
| Categoría         | Jugador                      | Equipo  | Marca |
| ----------------- | ---------------------------- | ------- | ----- |
| Victorias         | Tom Glavine Greg Maddux      | ATL CHC | 20    |
| Derrotas          | Tom Candiotti Orel Hershiser | LAD     | 15    |
| ERA               | Bill Swift                   | SFG     | 2.08  |
| Ponches           | John Smoltz                  | ATL     | 215   |
| Entradas Lanzadas | Greg Maddux                  | CHC     | 268   |
| Juegos salvados   | Lee Smith                    | STL     | 43    |